# 레카 타파
레카 타파(네팔어: रेखा थापा, 1982년 ~ )는 네팔의 배우, 모델, 영화 제작자이다. 네팔 국립 영화상 여우주연상 2회(2006, 08) 수상자이다. 1999 미스 네팔 선발 대회 10위 권까지 오른 경력이 있다.